# Caloptilia cecidophora
Caloptilia cecidophora är en fjärilsart som beskrevs av Tosio Kumata 1966. Caloptilia cecidophora ingår i släktet Caloptilia och familjen styltmalar. Inga underarter finns listade i Catalogue of Life.